# François Montmaneix
François Montmaneix (Lyon, 4 de junio de 1938-Lyon, 21 de octubre de 2018) fue un poeta y escritor francés.

## Biografía
François Montmaneix fue durante muchos años un actor importante en la vida cultural de Lyon, dirigiendo el auditorio Maurice-Ravel, donde creó el Artrium, una galería de exposiciones, y Le Rectangle, centro de arte, la plaza Bellecour. Fue miembro fundador del Premio Roger-Kowalski, premio de poesía de la ciudad de Lyon creado en 1984, fue también presidente de la Académie Mallarmé.

## Publicaciones
- 2015:  Saisons profondes, La rumeur libre Éditions
- 2015:  Œuvres poétiques, tomes 1 et 2, Postface by Jean-Yves Debreuille, La rumeur libre Éditions
- 2012: Laisser verdure, Préface d'Yves Bonnefoy, Le Castor Astral, Premio Théophile-Gautier 2013 of the Académie française
- 2008: L'Abîme horizontal, Éditions La Différence, Prix Alain Bosquet 2008
- 2005: Jours de nuit, Éditions Le Cherche Midi
- 2002: Les Rôles invisibles, Le Cherche Midi, Premio Guillaume Apollinaire 2003
- 1997: Vivants, Le Cherche Midi, Prix AU.TR.ES 1997 (autores, traductores, ensayistas) Premio Rhône-Alpes de Littérature
- 1990: L'Autre versant du feu, Éditions Belfond, Premio Louise-Labé 1991
- 1985: Visage de l'eau, Belfond, Prix RTL/Poésie1 1987
- 1980: Le Livre des ruines, Belfond
- 1974: Le Dé, Guy Chambelland éditeur
- 1970: L'Ocre de l'air, Guy Chambelland
- 1967: L'Arbre intérieur, Guy Chambelland

Otros trabajos
- 1977: Landstriche (lithographs by Hans-Martin Erhardt), Manus-Presse, Stuttgart
- 1995: Lyon, de place en place (photographs by Agathe Bay), Éditions Les Sillons du temps
- 2009: Huit heures dans un endroit où je suis né (lithographs by fr), Éditions Stéphane Bachès[2]